# Psychotria conephoroides
Psychotria conephoroides là một loài thực vật có hoa trong họ Thiến thảo. Loài này được (Rusby) C.M.Taylor miêu tả khoa học đầu tiên năm 1994.